# Karmeliten-Brauerei Straubing
Die Karmeliten-Brauerei Straubing ist eine Bierbrauerei im niederbayerischen Straubing. 2008 betrug der Ausstoß 40.000 hl.

## Geschichte
Bereits 1367 wurde die Brauerei von den Gebrüdern Lorenz gegründet und 1374 an das Kloster des seit 1368 in Straubing ansässigen Karmeliten-Ordens als Klosterbrauerei verkauft und gehört heute zu den ältesten Unternehmen Deutschlands. 1769 wurden den Karmeliten der Bierausschank auf Druck der privaten Brauereien verboten. 1848 konnte das Kloster die Brauerei und die Malzmühle von Staat wieder zurückkaufen. 1879 verkaufte das Kloster die Brauerei für 120.000 Reichsmark an Karl Sturm. Seitdem befindet sich die Brauerei in Familienbesitz. Der Geschäftsführer Christoph Kämpf (1965–2025) bestand 2009 die Ausbildung zum Biersommelier mit Auszeichnung. Ab 2013 wurden umfangreiche Investitionen zu Energieeinsparung in Angriff genommen. 2017 wurde sie als energieautarke Brauerei mit dem Handelsblatt Energie Award ausgezeichnet. Christoph Kämpf starb am 15. Januar 2025 im Alter von 59 Jahren.

## Produkte
Die Produktpalette umfasst die Biersorten Kloster Urtyp, Karmeliten Luggi, Kloster Gold, Pils, Festbier, Kloster Dunkel, Doppelbock, Weizen Hell, Weizen Dunkel, Karmentinus Heller Weizen-Doppelbock, Bio Bier und Alkoholfrei. Mischgetränke sind Radler und Natur-trüb Radler. Abgefüllt wird in Kronkorkenflaschen.
Einmalig gebraut wurde Impendium Spezialbier Anno 2015, abgefüllt in Flaschen mit Kork- und Drahtgestell-Verschluss.
Die Rezepte gehen auf die alten Braurezepte der Klosterbrauerei zurück, werden heute aber mit aktueller Technik umgesetzt. Die Braugerste wird aus dem Stadtgebiet Straubings bezogen, das Wasser für das Bier stammt aus einem 100 m tiefen Brunnen auf dem Brauereigelände. Die weiteren Zutaten stammen aus Bayern.

## Auszeichnungen
- 2013: Bundespreis für hervorragende innovatorische Leistungen für das Handwerk[12]
- 2016: Energieeffizienz-Award „Best Practice Energieeffizienz“ der Deutschen Energie-Agentur, Kategorie „Anlagebezogene Projekte“[13]